# Föritztal
Föritztal är en kommun i Landkreis Sonneberg i förbundslandet Thüringen i Tyskland.
Kommunen bildades den 6 juli 2018 genom en sammanslagning av de tidigare kommunerna Föritz, Judenbach och Neuhaus-Schierschnitz.